# Mataeocephalus nigrescens
Mataeocephalus nigrescens és una espècie de peix de la família dels macrúrids i de l'ordre dels gadiformes.

## Hàbitat
És un peix d'aigües profundes que viu entre 622-1345 m de fondària.

## Distribució geogràfica
Es troba a les Filipines i Borneo.